# وارن (میشیگان)
وارن، میشیگان (به انگلیسی: Warren, Michigan) یک شهر در ایالات متحده آمریکا با جمعیت ۱۳۴٬۰۵۶ نفر است که در میشیگان واقع شده‌است.